# Brejo do Piauí
Brejo do Piauí är en kommun i Brasilien.   Den ligger i delstaten Piauí, i den östra delen av landet, 1 000 km nordost om huvudstaden Brasília. Antalet invånare är 3 852.
Omgivningarna runt Brejo do Piauí är huvudsakligen savann. Trakten runt Brejo do Piauí är nära nog obefolkad, med mindre än två invånare per kvadratkilometer.